# Keltský rekonstrukcionismus

Triskeles, obvyklý symbol keltských novopohanů

Keltský rekonstrukcionismus je zastřešující termín pro specifický směr a přístup etnického novopohanství, kladoucí si za cíl co nejpřesněji rekonstruovat zaniklé keltské náboženství. To bylo před přijetím křesťanství běžně rozšířené mezi starověkými keltskými národy, zakládalo se na keltské mytologii a vyznávalo polyteismus. Jeho obnovená moderní forma se v současnosti nachází poněkud upozaděna ve stínu rozšířenějšího neodruidismu a moderního čarodějnictví Wicca, oba tyto směry z keltské mytologie částečně čerpají. Oproti neodruidistům upřednostňují rekonstrukcionisté historickou přesnost s ohledem na původní náboženstvím Keltů před moderním eklekticismem. Kvůli odlišnému pojetí a cílům se rekonstrukcionisté vůči eklektickým směrům zpravidla vymezují, navzdory tomu ke splývání s neodruidisty dochází poměrně často.

## Keltské svátky
Stěžejním prvkem keltského novopohanství (jak rekonstrukcionistů tak neodruidistů a wiccanů) je slavení starých sezónních svátků:
- Imbolc – 1. února
- Beltain – 1. květen
- Lughnasadh – 1. srpen
- Samhain – z 31. října na 1. listopadu